# Битва в ущелині Уксів
Битва в ущелині Уксів відбулася Александром Македонським проти племені Уксів Перської імперії. Битва вирувала на гірському хребті між ключовими перськими містами Сузами та Персеполем. Персеполь був стародавньою столицею Перської імперії і мав символічне значення серед корінного перського населення. Вони вважали, що якщо це місто потрапить до рук ворога, то, по суті, вся Перська імперія опиниться в руках ворога.

## Передумови
Нещодавно Александр переміг Дарія в битві при Гавгамелах на східному березі річки Тигр, результат якої став катастрофою для Дарія та Перської імперії. Дарій передчасно втік з битви, а його військо розсіялося. Таким чином, Александр не зміг досягти своєї мети полонити Дарія під час битви. Натомість Александр переслідував Дарія і в результаті захопив важливі міста Перської імперії по дорозі.
Відразу після битви Александр побоювався, що перси організують оборону Вавилона, який мав товсті стіни. Стіни цього міста охоплювали величезну територію, яка включала велику площу сільськогосподарських угідь, і тому могли майже нескінченно довго витримувати облогу. Однак замість того, щоб знайти місто закритим для нього, він виявив, що воно відкрите. Перський сатрап Мазей вирішив скористатися знаменитою щедрістю Александра і впустив його в місто. Саме в результаті цього Мазей був призначений сатрапом цього міста та околиць, що було прибутковою посадою. У Александра було звичаєм, наскільки це було можливо, залишати старих намісників на їхніх посадах — практика, яку він перейняв від Кіра Великого.
Александр кілька днів відпочивав своїм військам у Вавилоні і щедро заплатив їм знайденими там скарбами. Крім того, він вирішив створити його як вторинну базу. Звідси Александр вирушив до Суз, зимової столиці Перської імперії. Йому знадобилося двадцять днів, щоб дістатися до Сузи, звідки він отримав 50 000 золотих талантів. Саме в результаті цього Александр зміг надіслати Антипатру, регенту Македонії, 3000 золотих талантів для війни проти Спарти. З Суз Александр рушив до гірської ущелини.
Зазвичай племена в Перській імперії сплачували данину Великому Царю, але перси не змогли підкорити Уксів. Як наслідок, щоразу, коли перська армія хотіла використати перевал для матеріально-технічних цілей, вони повинні були сплачувати плату. Укси надіслали до Александра посольство, щоб переконатися, що він сплатить таку ж данину, яку вимагали перси. Александр погодився, сказавши, що в певний день він піде головною дорогою і заплатить обумовлену данину.

## Битва
Уксійці очікували, що він піде головною дорогою, щоб заплатити данину, перш ніж дозволять йому пройти. Однак того дня Александр разом із Кратером і його охороною, що тримала щит, і 8000 інших солдатів пройшли північною дорогою, причому Кратер зайняв височину, звідки передбачалося, що уксійці відступлять як крайній засіб. Потім він напав на їхнє село. Зробивши це, серією форсованих маршів він відбив вузький прохід від уксійців, які потім відступили до позиції Кратера, який швидко їх розігнав.
Напавши на село і взявши село, головні сили прибули за спиною уксійців. На цьому битва закінчилася, уксійці були повністю оточені македонянами, які побили їх мечем.

## Результати
Уцілілі уксійці просили миру. Умови полягали в тому, що кожен рік вони повинні були давати македонцям 100 коней, 500 голів великої рогатої худоби та 30 000 овець.